# Dichotrachelus paulinoi paulinoi
Dichotrachelus paulinoi paulinoi é uma subespécie de insetos coleópteros polífagos pertencente à família Curculionidae.
A autoridade científica da subespécie é Stierlin, tendo sido descrita no ano de 1887.
Trata-se de uma subespécie presente no território português.